# 검은감나무
검은감나무(학명: Diospyros nigra 디오스피로스 니그라[*])는 감나무과의 과일 나무이다. 열매인 검은감은 감의 하나이며, 또한 사포테라 불리는 과일의 하나로, 검은사포테(스페인어: zapote negro 사포테 네그로[*]), 초콜릿푸딩프루트(영어: chocolate pudding fruit) 등의 이름으로도 알려져 있다. 원산지는 과테말라, 니카라과, 엘살바도르, 온두라스, 코스타리카, 콜롬비아, 파나마 등 중·남미 지역이다.

## 사진

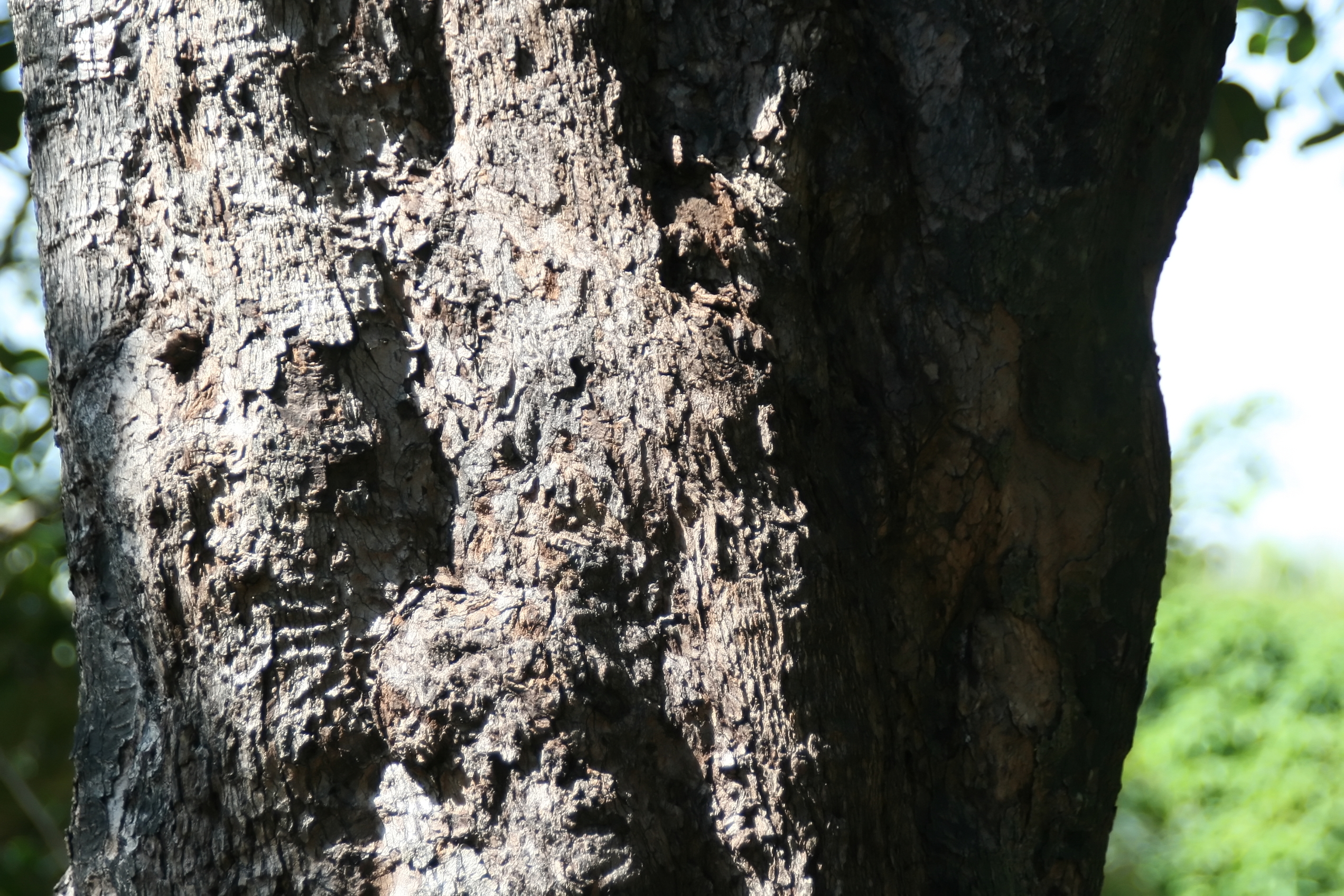
나무줄기
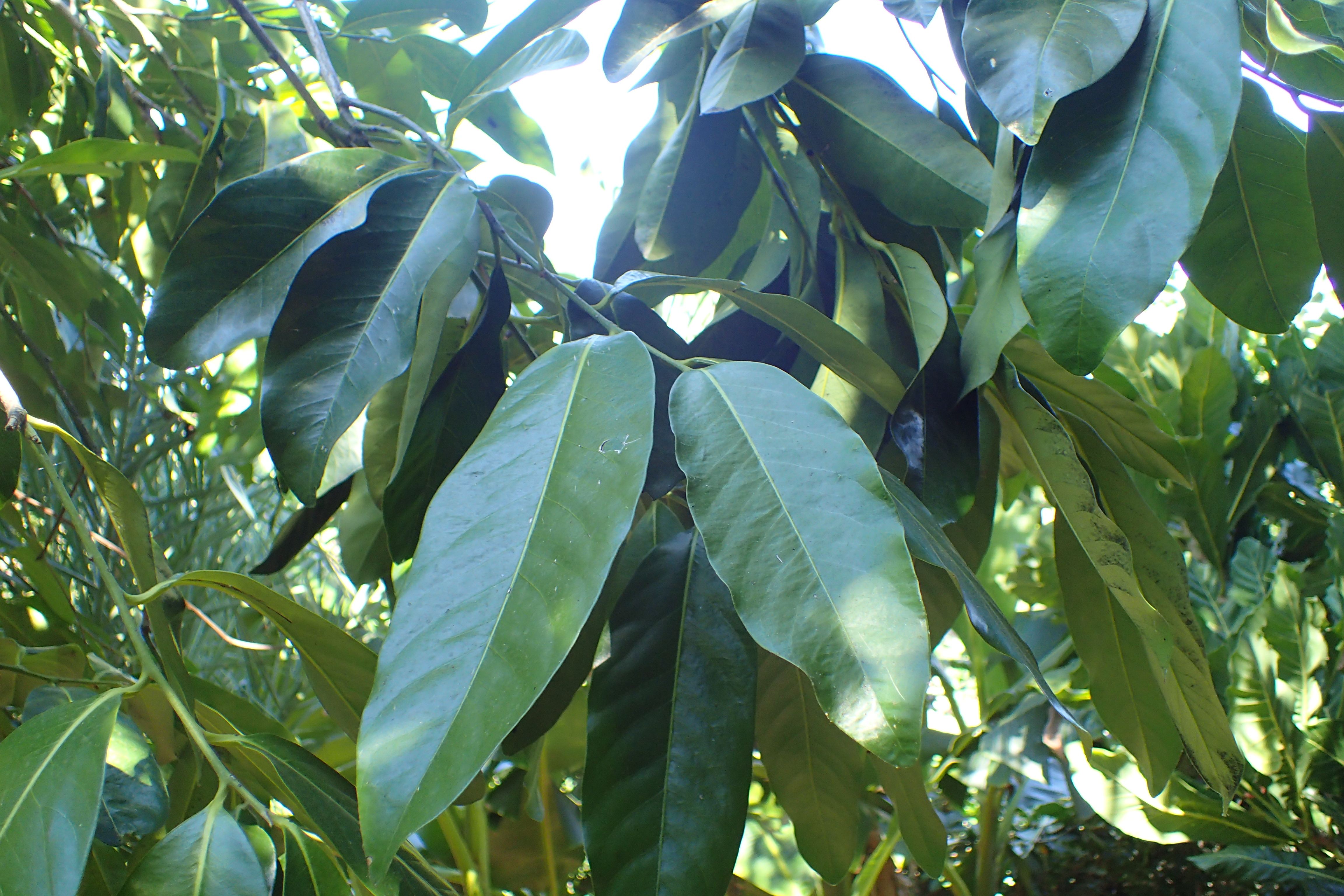
잎
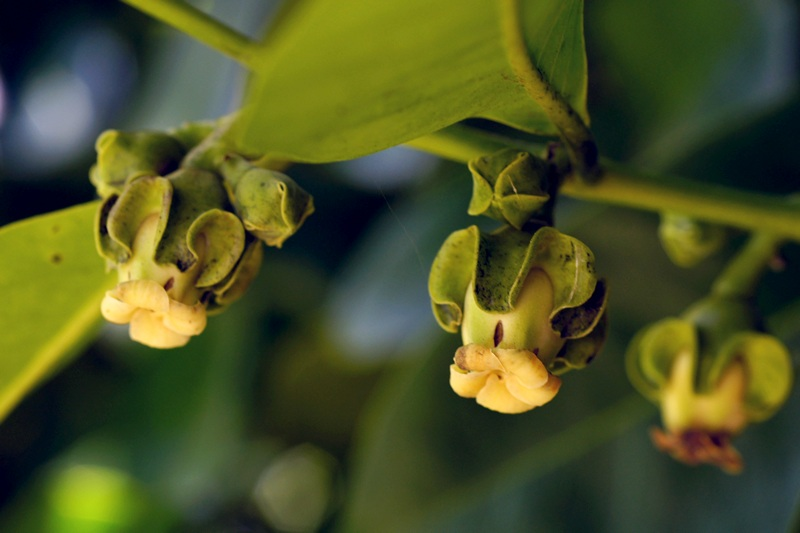
꽃
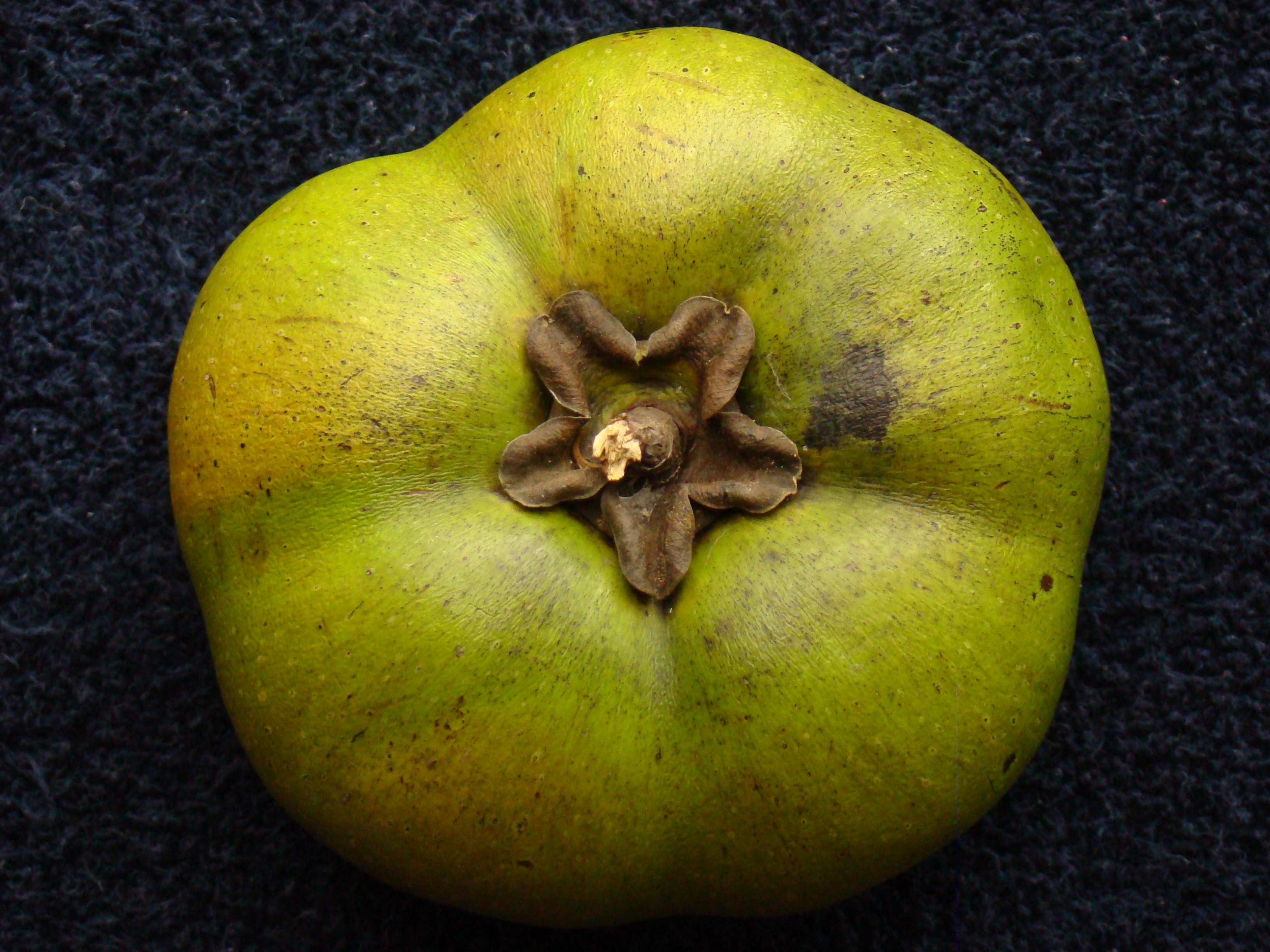
열매
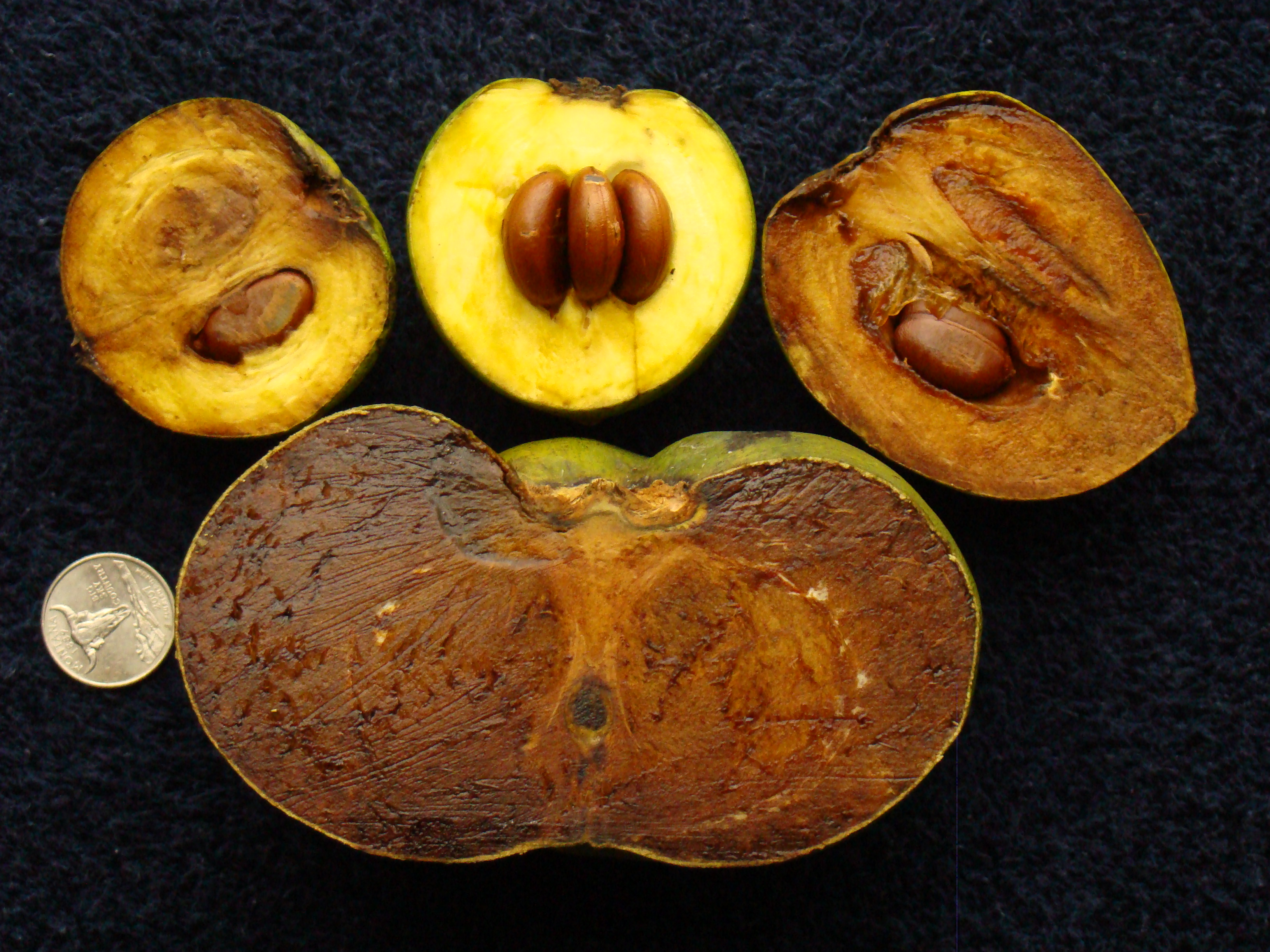
열매와 씨